# Петер Апіан
Петер Апіан (нім. Petrus Apianus; 16 квітня 1495, поблизу міста Лайсніга в Саксонії — 21 квітня 1552, Інгольштадт) — німецький механік і астроном; з 1523 року був професором математики в Інгольштадті.

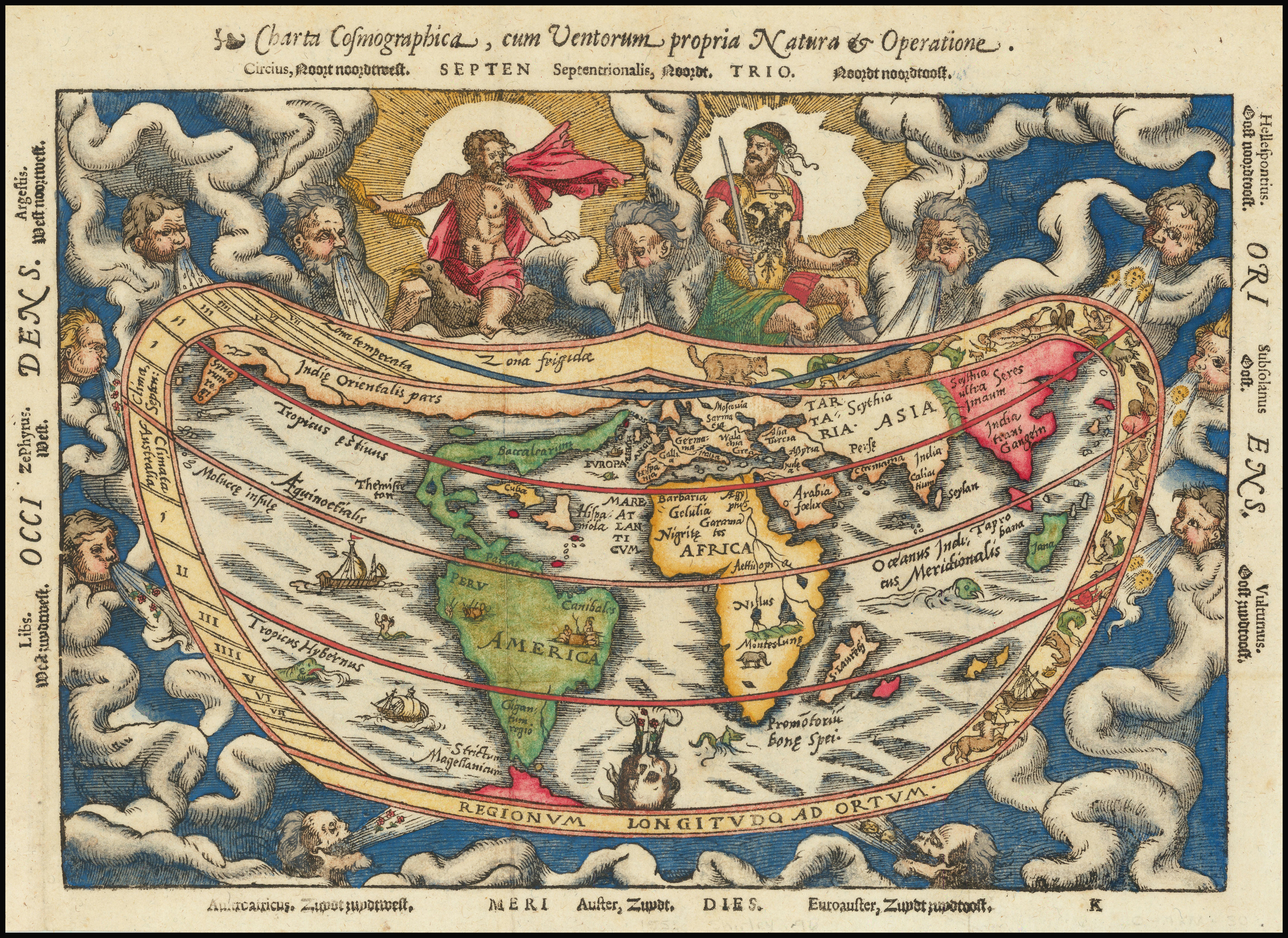
1553 рік, карта світу Петера Апіана

Найвідоміший з його творів — перекладена кількома мовами «Cosmographia» (Ландсгут 1524, Антверпен 1529, та інші видання). У тому творі Апіан пропонує для визначення географічних довгот вимірювати відстань між Місяцем і нерухомими зірками і вперше вказує, що хвости комет звернені в сторону, протилежну Сонцю. Крім того, його перу належить розкішно видана книга «Astronomicum Caesareum» (Інгольштадт, 1540, з гравюрами) і «Inscriptiones sacrosanctae vetustatis» (Інгольштадт, тисячі п'ятсот тридцять чотири, з гравюрами). Апіан винайшов і поліпшив багато математичних та астрономічних приладів і деякі з них описав.
На його честь один з місячних кратерів в 1935 році названий кратером Апіана.